# Valperto (patriarca di Aquileia)
Valperto (... – 899) è stato un patriarca cattolico italiano, patriarca di Aquileia dal 875 al 899.

## Biografia
Nell'875 compì un assalto all'isola di Grado .
Nell'aprile dell'877 papa Giovanni VIII gli inviò una lettera, indirizzata anche a Giovanni arcivescovo di Ravenna e ad Ansperto Confalonieri arcivescovo di Milano relativa alla scomunica contro Adalardo, vescovo di Verona .
Nell'880 Valperto assaltò una seconda volta Grado; il doge Orso Partecipazio riuscì ad accomodare la situazione senza ricorrere alle armi: in cambio della pace con la chiesa di Grado, Venezia concesse al Patriarca libertà di commercio e l'apertura di un nuovo porto, ricevendo in cambio l'esenzione di ogni tassa per i commercianti veneziani in tutto il territorio del Patriarcato . In base a questo trattato le due chiese di Aquileia e di Grado vissero in pace per una sessantina di anni.  Successivamente Valperto accompagnò Carlo il Grosso a Roma per l'incoronazione come imperatore e come re d'Italia.

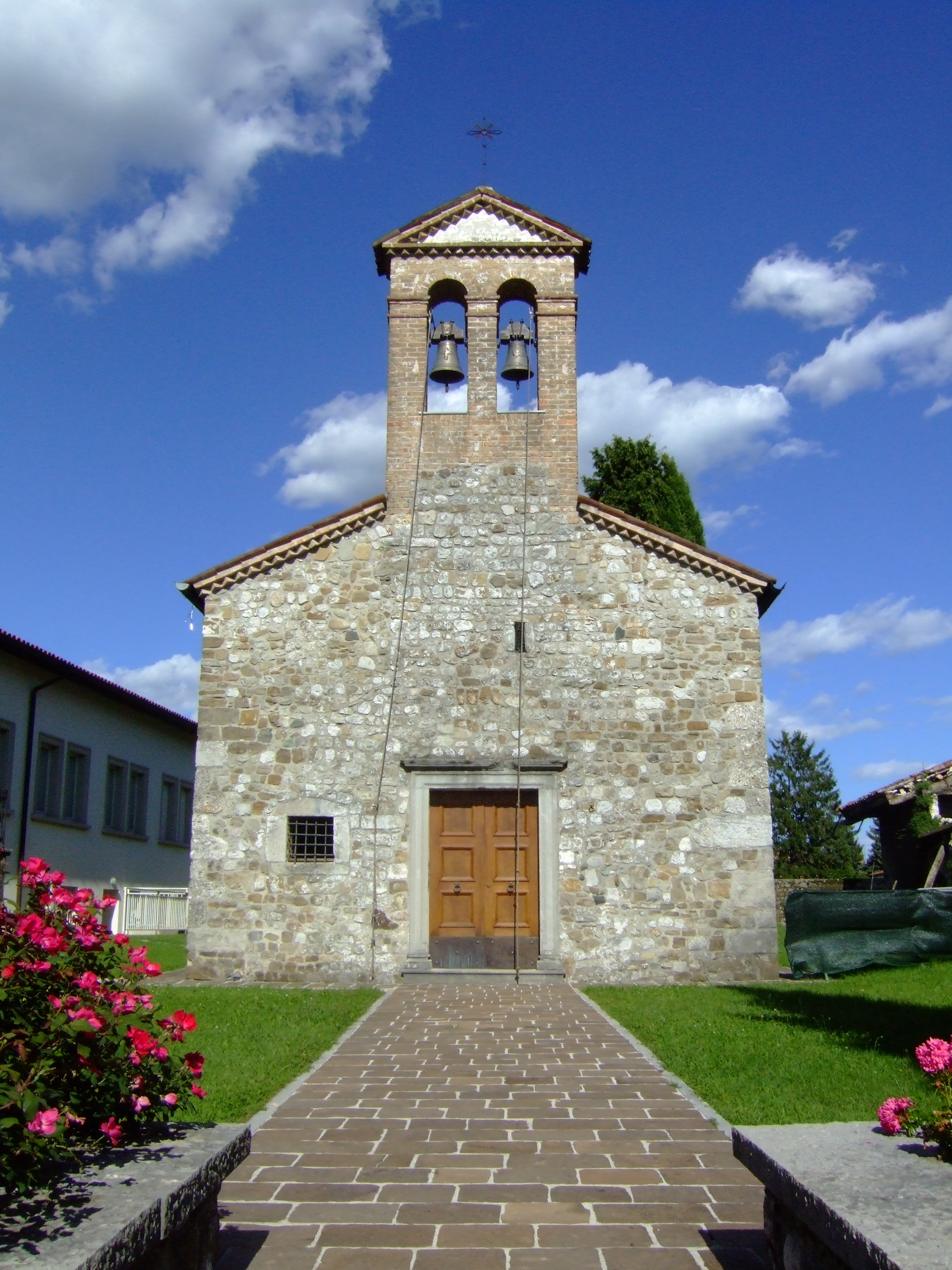
Cavalicco - Chiesa di San Leonardo

È citato nell'882, perché appoggiò le tesi del patriarca di Costantinopoli Fozio, critiche verso la Chiesa di Roma ed il primato pontificio. Nello stesso anno Valperto consacrò la chiesa di san Leonardo a Cavalicco .
Valperto, come patriarca di Aquileia, aveva una larga giurisdizione anche su terre di recente penetrazione slava e viene anche ricordato per aver consacrato il prete croato Teodosio di Nona come vescovo del suo popolo .